# Дус Сантус, Марку Аурелиу
Ма́рку Ауре́лиу дус Са́нтус (порт. Marco Aurélio dos Santos; 7 октября 1974, Сан-Паулу, Бразилия), более известный как Марки́ньо (порт. Marquinho) — бразильский футболист, игрок в мини-футбол. Бывший нападающий сборной Бразилии.

## Биография
Маркинью начинал свою карьеру в бразильских клубах. Вместе с «Ульброй» он брал Межконтинентальный кубок, а с «Васко да Гамой» и «Карлус-Барбозой» становился чемпионом Бразилии по мини-футболу. В 2001 году бразилец перебрался в испанский «Интер Мовистар» (в разные годы также называвшегося «Бумеранг Интервью» и «Интервью Фадеса»), с которым впоследствии пять раз выигрывал испанский чемпионат, четырежды брал национальный кубок и пять раз суперкубок, а на международной арене трижды выигрывал Кубок УЕФА по мини-футболу и четырежды Межконтинентальный кубок. В 2011 году после десяти лет в Испании бразилец перешёл в японский клуб «Нагоя Оушенс».
В составе сборной Бразилии по мини-футболу Маркинью стал чемпионом мира 2008. Бразилец отметился тремя голами, в том числе и в финале против сборной Испании, а также успешно реализовал послематчевый пенальти в том же поединке.

## Достижения
- Чемпион мира по мини-футболу 2008
- Кубок УЕФА по мини-футболу (3): 2003-04, 2005-06, 2008-09
- Обладатель Межконтинентального кубка (5): 1999, 2005, 2006, 2007, 2008
- Чемпионат Бразилии по мини-футболу (2): 2000, 2001
- Кубок Бразилии по мини-футболу 2000
- Чемпионат Испании по мини-футболу (5): 2001-02, 2002-03, 2003-04, 2004-05, 2007-08
- Кубок Испании по мини-футболу (4): 2003-04, 2004-05, 2006-07, 2008-09
- Суперкубок Испании по мини-футболу (5): 2002-03, 2003-04, 2005-06, 2007-08, 2008-09
- Кубок обладателей кубков по мини-футболу 2008